# Xinhua (Pingdingshan)
Der Stadtbezirk Xinhua (chinesisch 新華區 / 新华区, Pinyin Xīnhuá Qū) gehört zum Verwaltungsgebiet der bezirksfreien Stadt Pingdingshan in der chinesischen Provinz Henan. Er hat eine Fläche von 157 km² und zählt 409.800 Einwohner (Stand: Ende 2018).

## Administrative Gliederung
Auf Gemeindeebene setzt sich der Stadtbezirk aus zehn Straßenvierteln und zwei Großgemeinden zusammen. 